# اریک برگوال
اریک برگوال (انگلیسی: Erik Bergvall; ۷ آوریل ۱۸۸۰ – ۴ فوریهٔ ۱۹۵۰) روزنامه‌نگار، نویسنده، بازیکن واترپلو، و شناگر اهل سوئد بود.